# عظلم إسفيني
عظلم إسفيني (الاسم العلمي: Anil cuneata) هو نوع من النباتات يتبع جنس العظلم من الفصيلة البقولية.